# Paulo Pérez
Paulo César Pérez (ur. 18 listopada 1976 w Rafaeli) – argentyński piłkarz występujący na pozycji obrońcy lub pomocnika.

## Kariera klubowa
Wychowanek klubu CA Peñarol z rodzinnego miasta Rafaela w północnej Argentynie. W wieku 14 lat zadebiutował w zespole seniorskim, który rywalizował w lidze regionalnej. W 1993 roku przeniósł się do Buenos Aires do akademii piłkarskiej CA Boca Juniors i rozpoczął grę w drużynie rezerw. Ze względu na niewielkie szanse na grę w pierwszym zespole, wypożyczano go do klubów grających w Primera B Nacional: Atlético de Rafaela, CA Almirante Brown oraz CA Central Córdoba, gdzie zaliczał regularne występy.
Na początku 2000 roku Pérez, nie zaliczając żadnego oficjalnego meczu w barwach CA Boca Juniors, odszedł z klubu i podpisał kontrakt z hiszpańskim zespołem CD Badajoz, dla którego rozegrał 6 spotkań na poziomie Segunda División. W połowie 2000 roku powrócił do Argentyny i grał w półzawodowych drużynach z Rafaeli: macierzystym CA Peñarol oraz CA 9 de Julio.
Latem 2002 roku, po odbyciu testów, podpisał umowę z Widzewem Łódź prowadzonym przez Franciszka Smudę. 3 sierpnia 2002 zadebiutował w I lidze w zremisowanym 0:0 meczu z Odrą Wodzisław Śląski. Trzy tygodnie później przeniesiono go do zespołu rezerw (IV liga), gdzie występował przez większą część sezonu 2002/03. Ogółem w barwach Widzewa zaliczył 3 spotkania w polskiej ekstraklasie oraz 2 mecze w ramach Pucharu Polski.
W czerwcu 2003 roku Pérez podpisał roczny kontrakt z AO Ionikos, gdzie z defensywnego pomocnika przekwalifikowano go na bocznego obrońcę. W barwach tego klubu rozegrał 6 spotkań w Alpha Ethniki. W sezonie 2004/05 grał we włoskim amatorskim zespole Sinnai Calcio. W 2006 roku był piłkarzem Tennis Borussii Berlin, z którą rywalizował na IV poziomie ligowym (NOFV-Oberliga Nord).
W latach 2007–2010 Pérez występował we włoskim ASD Socio Culturale Castiadas. W sezonie 2009/10 awansował z tym klubem do Serie D i wkrótce po tym opuścił zespół. W 2010 roku powrócił do kraju i grał w CA Peñarol i Club Atlético Brown, rywalizujących w Liga Rafaelina de Fútbol. Ponadto, w latach 2011–2020 zajmował się szkoleniem młodzieży w Club Atlético Brown.

## Życie prywatne
Po zakończeniu kariery piłkarskiej osiadł w rodzinnym mieście Rafaela, gdzie założył własną szkółkę piłkarską. Żonaty z Natalią, z którą ma syna Agustína i córkę Olivię. Posiada paszport argentyński i włoski.